# Espacio marítimo argentino

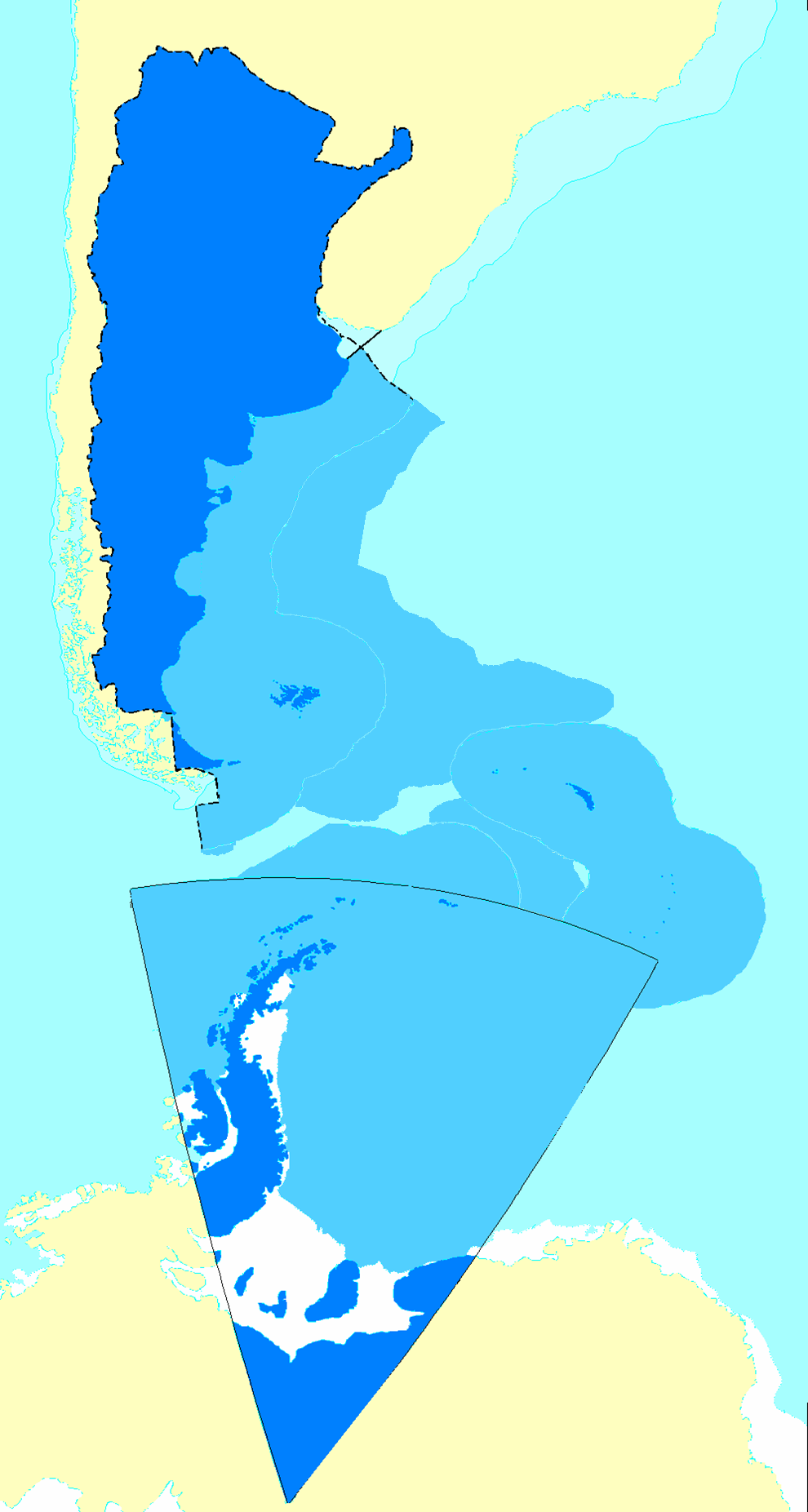
Mapa de Argentina que incluye las reclamaciones territoriales sobre las islas Malvinas, islas Georgias del Sur y Sandwich del Sur y la Antártida Argentina.

El espacio marítimo argentino es el área compuesta por el mar adyacente a las costas continentales de Argentina y de sus islas, así como también el lecho y subsuelo de sus áreas marinas, sus recursos vivos , minerales y sobre su espacio aéreo marino, sobre el cual ejerce soberanía en distintos grados: aguas interiores, mar territorial, zona contigua, zona económica exclusiva, lecho y subsuelo de la plataforma continental.
Con respecto al Sector Antártico Argentino (Antártida Argentina), sobre el cual Argentina reclama derechos soberanos, la ley n.º 23968 sancionada el 14 de agosto de 1991 y promulgada el 10 de septiembre de ese año indica que las líneas de base serán establecidas en el futuro por otra ley. Mientras que alrededor de las islas Malvinas, Georgias del Sur, rocas Clerke, islas Aurora y Sandwich del Sur, el Reino Unido ejerce la jurisdicción marítima en conflicto con Argentina (véase: Cuestión de las islas Malvinas).

## Espacios marítimos argentinos

### Aguas internas argentinas
Las aguas internas o interiores son aquellas contenidas entre las costas y las líneas de base costeras, sobre las cuales el estado ejerce plena 
soberanía de igual manera que sus territorios terrestres.
Diversos estados han expresado objeciones a la clasificación como aguas internas de los golfos (bahías jurídicas) San Matías (línea que cierra sus bocas de 65 millas marinas) y San Jorge (línea de cierre de 123 millas marinas) por la Ley N.º 17094 promulgada el 29 de diciembre de 1966. Los Estados Unidos protestaron el 2 de marzo de 1967. Lo mismo que para la línea exterior del Río de la Plata (de 123 millas marinas) al que se considera un estuario marino. Argentina y Uruguay declararon el 30 de enero de 1961 que el Río de la Plata termina en una línea que une Punta del Este con la punta Rasa del cabo San Antonio, sin reclamar el derecho a considerarlo una bahía histórica. El 23 de enero de 1963 el gobierno de los Estados Unidos protestó considerando que la declaración es contraria al derecho internacional y que el artículo 13 de la Convención de Ginebra sobre el Mar Territorial de 1958, relativo a la boca de los ríos que fluyen directamente en el mar, no podía ser aplicado al Río de la Plata porque era para un único estado. El Reino Unido (26 de diciembre de 1961) y los Países Bajos (26 de junio de 1962), los antecedieron en la misma protesta.

### Mar territorial argentino
El mar territorial argentino se extiende hasta una distancia de 12 millas marinas a partir de las líneas de base establecidas por la ley n.º 23968, que fija que:

(...) quedan incluidas en las líneas de base, las líneas que unen los cabos que forman las bocas de los golfos San Matías, Nuevo y San Jorge, tal cual lo establece el artículo 1 de la Ley Nº 17.094 y la línea que marca el límite exterior del Río de la Plata, según los artículos 1 y 70 del Tratado del Río de la Plata y su Frente Marítimo, del 19 de noviembre de 1973.

La República Argentina, basándose en el Derecho internacional del mar (Convención sobre el Derecho del Mar), ejerce soberanía plena sobre su mar territorial, así como sobre el espacio aéreo, el lecho y el subsuelo de dicho mar. En este se reconoce a los buques de otros estados el derecho de paso inocente, siempre que el mismo se practique de conformidad con las normas del derecho internacional y de acuerdo a las leyes y reglamentos que dicte en su condición de estado ribereño.
Para la zona desde el punto extremo oriental del canal Beagle hasta el punto más al este de la isla de los Estados, área que corresponde al mar de la Zona Austral, el mar territorial argentino se reduce a 3 millas marinas a los efectos de su relación jurídica con Chile, pero se mantiene en 12 millas en relación con los demás estados.

### Zona contigua argentina
La zona contigua argentina se extiende más allá del límite exterior del mar territorial, hasta una distancia de 24 millas marinas medidas a partir de las líneas de base.
Argentina, en ejercicio de su poder jurisdiccional, podrá en esta zona prevenir y sancionar las infracciones a sus leyes y reglamentos en materia fiscal, aduanera y de inmigración, que se cometan en su territorio o mar territorial.

### Zona económica exclusiva argentina
La zona económica exclusiva argentina se extiende más allá del límite exterior del mar territorial, hasta una distancia de 200 millas marinas a partir de las líneas de base, es decir, 176 millas marinas contadas desde el límite de la zona contigua.
Argentina ejerce en esta zona todos sus poderes fiscales y jurisdiccionales, preventivos y represivos, en materia impositiva, aduanera, sanitaria, cambiaria e inmigratoria.
Las normas nacionales sobre conservación de los recursos se aplican más allá de las 200 millas marinas, sobre las especies de carácter migratorio o sobre aquellas que intervienen en la cadena trófica de las especies de la zona económica exclusiva argentina.
El Tratado del Río de la Plata con Uruguay en su artículo 73 creó un área común pesquera para los barcos de ambos países en el frente exterior marítimo del Río de la Plata más allá de las 12 millas costeras. Dicha zona es la determinada por dos arcos de circunferencias de doscientas millas marinas de radio, cuyos centros de trazado están ubicados respectivamente en Punta del Este y en punta Rasa del cabo San Antonio.

### Plataforma continental argentina
La plataforma continental comprende al lecho y subsuelo de las áreas submarinas que se extienden más allá de su mar territorial y a todo lo largo de la prolongación natural de su territorio hasta el borde exterior del margen continental, o bien hasta una distancia de 200 millas marinas medidas a partir de las líneas de base, en los casos en que el borde exterior no llegue a esa distancia.
Argentina es signataria de la Convención de las Naciones Unidas sobre el Derecho del Mar, por lo cual debe establecer el límite exterior de su plataforma continental, para lo cual presentó estudios científicos el 21 de abril de 2009 que demuestran los derechos argentinos sobre ella más allá de las 200 millas marinas de la costa. La Convención dispone que su anchura no puede extenderse más allá de las 350 millas marinas o 100 millas marinas desde la isóbata de 2500 metros de profundidad.

#### Presentación ante la ONU de los límites exteriores de la plataforma continental
La República Argentina, en su condición de Estado ribereño, posee y ejerce derechos de soberanía sobre su plataforma continental, espacio marítimo que comprende el lecho y el subsuelo de las áreas submarinas que se extienden más allá de su mar territorial y a todo lo largo de la prolongación natural de su territorio hasta el borde exterior de su margen continental.
Cuando el borde exterior del margen continental supera las 200 millas contadas desde las líneas de base, como es el caso de la Argentina, los Estados en cumplimiento de la Convención de las Naciones Unidas sobre el Derecho del Mar (CONVEMAR), deben presentar estudios científicos a un órgano técnico creado por la mencionada Convención, la Comisión de Límites de la Plataforma Continental (CLPC), con sede en las Naciones Unidas.
Argentina cumplió con la presentación en tiempo y forma el 21 de abril de 2009, momento en que hizo la primera exposición oral en agosto de ese año en Nueva York, ante la Comisión. A su vez, el 8 de agosto de 2012, la Argentina hizo una segunda exposición ante el mismo órgano, porque en este período de sesiones de la CLPC se formó la Subcomisión que comienza a analizar el límite de Argentina.
A partir del 8 de agosto de ese año, entonces, la Comisión de Límites de la Plataforma Continental –por medio de una Subcomisión de siete miembros- ha comenzado el análisis de la presentación argentina.
Una vez que ese organismo de las Naciones Unidas apruebe la presentación, Argentina, con 2 780 400 km² de superficie terrestre efectiva, podrá pasar a administrar aproximadamente 4 200 000 km² —sumada la superficie emergida y la oceánica—, siendo que 1 400 000km² corresponderán a la nueva área marítima. El país pasará así de las 200 millas náuticas de límite actual a aproximadamente 350 millas náuticas. Esa diferencia de hasta 150 millas permitirá ampliar la soberanía sobre los recursos que allí se encuentren en el lecho marítimo.

#### Aprobación de la ONU de los límites exteriores de la plataforma continental Argentina
En 2016, una resolución de la 40° Comisión de Límites de la Plataforma Continental de la ONU aprobó por unanimidad un pedido de Argentina de extensión sobre el límite exterior de la plataforma continental. La comisión, sin embargo, no puede expedirse sobre las áreas sujetas a disputas territoriales, tales como las islas Malvinas, otras islas del Atlántico Sur y la Antártida. Por esta decisión de la ONU el país ganó 1 700 000 kilómetros cuadrados Eso generó diferentes reacciones en los medios de prensa británicos en relación con la cuestión de la soberanía por las islas Malvinas.
Posteriormente la ministra Susana Malcorra anunció que Argentina había incorporado a su territorio 1633 kilómetros cuadrados más, después de que la Comisión de Límites de la ONU autorizara un planteo argentino que quedaba desde 2016. Hasta 2009, cuando tras un llamado de la Comisión de la ONU a los países que quisieran demostrar que podían extender sus límites de las 200 millas marinas a 350, Argentina tenía un límite exterior de 1 782 645 km². Con la extensión de 1633 kilómetros cuadrados más esta pasó a ser de 1 783 278 km². La presentación llevó muchos años de elaboración entre técnicos y científicos.